# Onthophagus graphicus
Onthophagus graphicus là một loài bọ cánh cứng trong họ Bọ hung (Scarabaeidae).